# Marc Lienhard

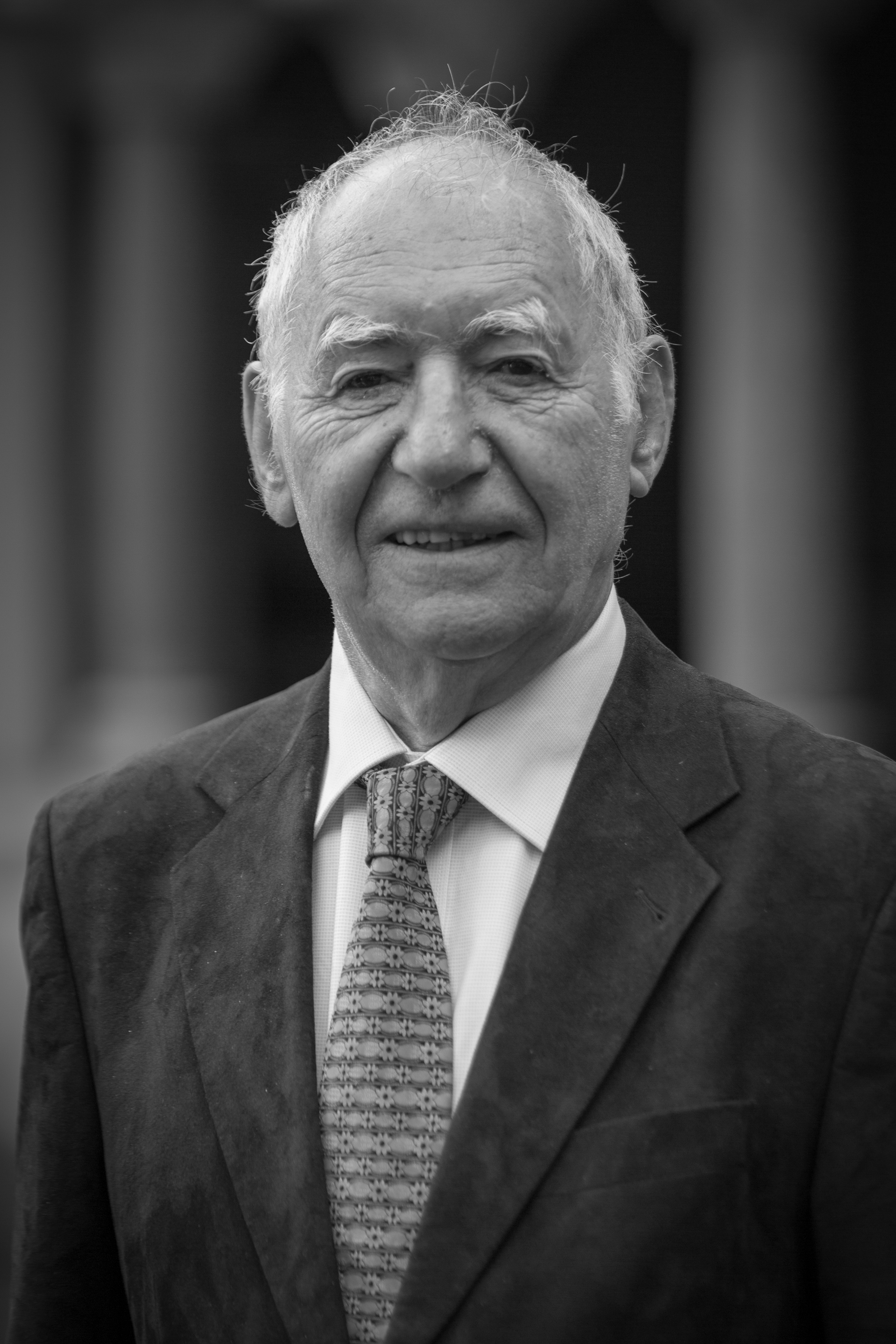
Marc Lienhard (2015)

Marc Lienhard (* 22. August 1935 in Colmar) ist ein französischer lutherischer Theologe.

## Leben
Lienhard besuchte das Gymnasium Jean Sturm in Straßburg und studierte anschließend an der dortigen Universität sowie der Faculté de Théologie Protestante de Montpellier und der Universität Basel Evangelische Theologie. Nach dem Militärdienst 1959–1961 wurde er Vikar und später Pfarrer in Bischheim. Von 1963 bis 1968 war er Pfarrer in Uhrwiller und konnte in dieser Zeit eine Dissertation schreiben, aufgrund derer er 1965 in Straßburg zum Dr. sc. rel. promoviert wurde. Als Forschungsprofessor am Ökumenischen Institut des Lutherischen Weltbundes von 1968 bis 1973 nahm er an vielen ökumenischen Konferenzen teil und war unter anderem führend an der Ausarbeitung der Leuenberger Konkordie von 1973 beteiligt.
1971 mit einer Untersuchung zur Theologie Martin Luthers habilitiert, wurde Lienhard 1973 auf die Professur für neuere Kirchengeschichte an der protestantischen theologischen Fakultät der Universität Straßburg berufen, wo er bis zu seiner Emeritierung im Jahr 2003 lehrte. Von 1991 bis 1996 amtierte er als Dekan. Er hatte Gastprofessuren unter anderem in Paris, Aix-en-Provence, Neuchâtel und Berlin inne. Zu seinen Forschungsschwerpunkten gehören neben Luther und der elsässischen Reformationsgeschichte vor allem die Täufer und andere nonkonformistische Strömungen innerhalb der Reformation. Zu ihrer Erforschung gründete er 1975 die Groupe de recherche sur les non-conformismes religieux du XVIe siècle et l’histoire des protestantismes (GRENEP) und edierte viele Quellen.
Auch als hauptamtlicher Hochschullehrer bekleidete Lienhard zahlreiche kirchliche Ämter. So war er von 1977 bis 1991 Mitglied im Oberkonsistorium der Église de la Confession d’Augsbourg d’Alsace et de Lorraine und von 1997 bis 2003 als Kirchenpräsident geistlicher Leiter dieser Kirche. Im selben Zeitraum fungierte er auch als Präsident der Konferenz der Kirchen am Rhein und als Präsident des Kapitels des Thomasstifts (Chapitre de Saint-Thomas). 1988–1991 und 1998–2003 gehörte er dem Rat der Fédération protestante de France an.

## Ehrungen und Mitgliedschaften (Auswahl)
- Prix Strasbourg (verliehen von der Alfred Toepfer Stiftung F. V. S.) 1975
- Mitglied der Akademie der Wissenschaften und der Literatur Mainz seit 1988[1]
- Oberrheinischer Kulturpreis 1991
- Mitglied der Académie des Sciences et des Lettres de Montpellier seit 1998
- Ehrendoktorwürde der Universität Neuenburg 2000

## Schriften (Auswahl)
- Lutherisch-reformierte Kirchengemeinschaft heute. Der Leuenberger Konkordien-Entwurf im Kontext der bisherigen lutherisch-reformierten Dialoge. Lembeck, Frankfurt a. M. 1972, 21973.
- Luther, témoin de Jésus-Christ. Les étapes et les thèmes de la christologie du Réformateur. CERF, Paris 1973.
  - Martin Luthers christologisches Zeugnis. Entwicklung und Grundlinien seiner Christologie. Vandenhoeck und Ruprecht, Göttingen 1979.
  - Luther: Witness to Jesus Christ. Stages and Themes of the Reformers Christology. Minneapolis 1982.
- Foi et vie des protestants d’Alsace, Présence protestante en Alsace. Strasbourg-Wettolsheim 1981.
- La Reforme à Strasbourg. In: G. Livet, F. Rapp (Hrsg.): Histoire de Strasbourg, Bd. 2. Straßburg 1981, S. 363–540.
  - Strassburg und die Reformation. Morstadt, Kehl u. a. 1981, 21982.
- Martin Luther. Un temps, une vie, un message. Labor et Fides, Paris-Genève 1983, 41998.
- L’Evangile et l’Église chez Luther. CERF, Paris 1989.
- Martin Luther. La passion de Dieu. Bayard, Paris 1999.
- Identité confessionnelle et quête de l’unité. Catholiques et protestants face à l’exigence œcuménique. Olivétan, Lyon 2007.
- Histoire et aléas de l’identité alsacienne. La Nuée Bleue, Strasbourg 2011.
  - Spannungsfelder einer Identität. Die Elsässer. Steiner,  Stuttgart 2013.
- Le jour vient. Prédications et méditations. Olivétan, Lyon 2011.
- Luther. Ses sources, sa pensée, sa place dans l'histoire. Labor et Fides, Genève 2016.

Als (Mit-)Herausgeber
- Zeugnis und Dienst reformatorischer Kirchen im Europa der Gegenwart. Lembeck, Frankfurt a. M. 1977.
- The Origins and Characteristics of Anabaptism (= Archives Internationales d’Histoire des Idées 87). Nijhoff, Den Haag 1977.
- Horizons européens de la Réforme en Alsace. Mélanges Jean Rott, Société Savante d’Alsace et des régions de l’Est, Grandes Publications 17, Strasbourg, 1980.
- Martini Buceri Opera latina I. Brill, Leiden 1982 (mit Cornelis Augustijn und Pierre Frænkel).
- Les dissidents du XVIe siècle entre l’humanisme et le catholicisme. Koerner, Baden-Baden 1983.
- Quellen zur Geschichte der Täufer Elsass III. Teil, Stadt Straßburg 1536–1542 (= Quellen und Forschungen zur Reformationsgeschichte Bd. 53). Gütersloher Verlagshaus, Gütersloh 1986.
- Quellen zur Geschichte der Täufer IV. Teil, Stadt Straßburg 1543–1552. Gütersloher Verlagshaus, Gütersloh 1988.
- Philipp Jacob Spener: Pia Desideria (traduction française). Arfuyen, Paris 1990.
- La foi des Églises luthériennes. Confessions et catéchismes. Cerf-Labor et Fides, Paris-Genève 1991.
- Martin Bucer and Sixteenth Century Europe. Actes du colloque de Strasbourg, 28-31 août 1991 (= Studies in Medieval and Reformation Thought 52-53). Brill, Leiden 1993.
- Luther. Œuvres. Bd. I. La Pléiade, Gallimard, Paris 1999.
- La Théologie. Une anthologie. Renaissance et Réformes. Cerf, Paris 2010.
- Kirchengeschichte am Oberrhein – ökumenisch und grenzüberschreitend. Verlag Regional-kultur, Ubstadt 2013.
- Martin Luther, Traités polémiques. Contre Latomus. Contre Jean le Pitre. Labor et Fides, Genève 2015.

Eine vollständige Bibliographie findet sich auf Lienhards persönlicher Homepage.